# Amager Øst
Amager Øst er en administrativ bydel i København med 55.986 (2016) indbyggere . Bydelens areal er 9,11 km2 og befolkningstætheden på 5.587 indbyggere pr. km2. Amager Øst er beliggende på det nordlige Amager og udgør den østligste bydel i Københavns Kommune. Den rummer ca. ni procent af kommunens 667.099 indbyggere  (2025). Bydelen grænser op til Indre By, Amager Vest og Tårnby Kommune. Amager Øst blev etableret som administrativ bydel pr. 1. januar 2007 og dækker bl.a. områderne Sundbyøster og Amagerbro.
Gennem bydelen går metrolinjen M2. Metrostationerne Amagerbro Station, Lergravsparken Station, Øresund Station, Amager Strand Station og Femøren Station (Amager Strandpark) ligger i bydelen.

## Områder i Amager Øst
I Amager Øst bydel findes følgende nærområder:
- Amagerbro
- Holmbladsgadekvarteret
- Øresundsvejskvarteret
- Prøvestenen
- (Sundbyøster)